# NXT Battleground (2023)
NXT Battleground (2023) foi o sexto evento de transmissão ao vivo de luta livre profissional Battleground produzido pela WWE. Foi realizado para lutadores da divisão de marca NXT da promoção. O evento aconteceu em 28 de maio de 2023, no Tsongas Center em Lowell, Massachusetts. Este foi o primeiro Battleground realizado desde julho de 2017, bem como o primeiro a ser transmitido ao vivo no Peacock.
O Battleground foi realizado no mesmo dia do Double or Nothing, um evento pay-per-view produzido pela All Elite Wrestling (AEW) e, especificamente, o principal evento da AEW. Isso marca a primeira vez desde 1989 que duas grandes promoções produzirão grandes eventos frente a frente, depois da WrestleMania V da WWE e do Clash of the Champions VI da World Championship Wrestling.

## Produção

### Introdução

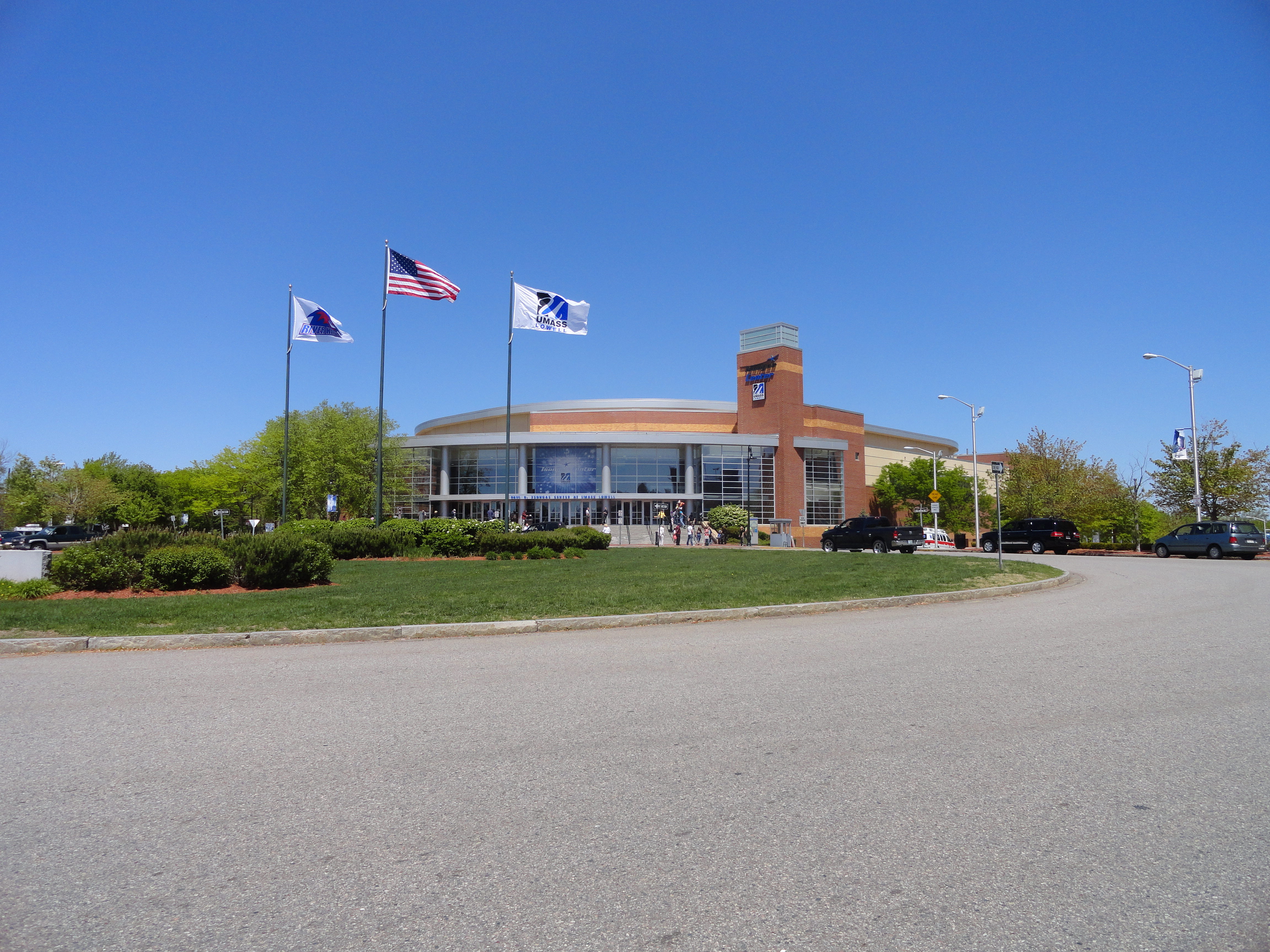
O evento será realizado no Tsongas Center em Lowell, Massachusetts.

Battleground foi um evento pay-per-view (PPV) anual estabelecido pela WWE em 2013, embora o evento original tenha sido realizado em outubro. Battleground continuou até seu evento final em julho de 2017, que foi realizado exclusivamente para lutadores da divisão da marca SmackDown da promoção, após a reintrodução da extensão da marca em julho de 2016, onde a WWE dividiu a lista entre as marcas Raw e SmackDown onde os lutadores foram designados exclusivamente para realizar. Esperava-se que um Battleground exclusivo do Raw fosse realizado em 2018, mas foi retirado da programação PPV da WWE após a WrestleMania 34 daquele ano, a WWE descontinuou os PPVs exclusivos da marca, resultando na promoção reduzindo a quantidade anual de PPVs produzidos. No entanto, em 30 de março de 2023, a WWE reviveu o evento para seu território de desenvolvimento, NXT, e estava programado para ocorrer em 28 de maio de 2023, no Tsongas Center em Lowell, Massachusetts. O evento será transmitido ao vivo no Peacock nos Estados Unidos e na WWE Network na maioria dos mercados internacionais, marcando o primeiro Battleground a ir ao ar no Peacock devido à fusão da versão americana da WWE Network sob o Peacock em março de 2021 - ao contrário nos Battlegrounds anteriores, o evento de 2023 não irá ao ar no PPV, pois a partir do ano civil de 2022, os principais eventos do NXT estão disponíveis apenas por meio das plataformas de transmissão ao vivo da WWE. Os ingressos começaram a ser vendidos em 1º de abril.
O evento enfrentará o Double or Nothing, um evento PPV produzido pela All Elite Wrestling (AEW), que é o principal evento da AEW. Isso marca a primeira vez desde 1989 que duas grandes promoções produzirão grandes eventos frente a frente, após a WrestleMania V da WWE (exibida no PPV) e Clash of the Champions VI da World Championship Wrestling (exibida na TBS). De acordo com o executivo da WWE Shawn Michaels, o agendamento não era para que a WWE enfrentasse a AEW, mas sim devido ao feriado (fim de semana do Memorial Day), pois ele disse que os eventos da WWE sempre tiveram um bom desempenho nos feriados.

### Rivalidades
O card incluirá lutas que resultam de histórias roteirizadas, onde lutadores retratam heróis, vilões ou personagens menos distinguíveis em eventos roteirizados que criam tensão e culminam em uma luta livre ou uma série de lutas. Os resultados são predeterminados pelos escritores da WWE na marca NXT, enquanto as histórias são produzidas no programa de televisão semanal da WWE, NXT, e no programa de streaming online suplementar, Level Up.
No Stand & Deliver, Carmelo Hayes derrotou Bron Breakker para ganhar o Campeonato do NXT. No episódio seguinte do NXT, Breakker abraçou Hayes e Trick Williams, mas se voltou contra eles. No Spring Breakin', após a defesa do título bem-sucedida de Hayes, Hayes desafiou Breakker para uma luta pelo título no Battleground, apenas para Breakker eliminar Hayes e Williams. Na semana seguinte, Breakker aceitou o desafio.
Durante o Draft da WWE de 2023, a Campeã Feminina do NXT, Indi Hartwell, foi convocada para o plantel principal no Raw. No episódio de 2 de maio do NXT, Hartwell anunciou que iria desocupar o título e que um torneio para coroar uma nova campeã começaria na semana seguinte com a final no Battleground.

## Evento
| Função:                 | Nome:             |
| ----------------------- | ----------------- |
| Comentaristas           | Vic Joseph        |
| Comentaristas           | Booker T          |
| Comentaristas espanhóis | Marcelo Rodríguez |
| Comentaristas espanhóis | Jerry Soto        |
| Anunciador de ringue    | Alícia Taylor     |
| Árbitros                | Adrian Butler     |
| Árbitros                | Chip Danning      |
| Árbitros                | Dallas Irvin      |
| Árbitros                | Derek Sanders     |
| Árbitros                | Joey González     |
| Entrevistador           | McKenzie Mitchell |
| Painel pré-show         | Megan Morant      |
| Painel pré-show         | Matt Camp         |
| Painel pré-show         | Sam Roberts       |

### Lutas preliminares
O evento começou com Wes Lee defendendo o NXT North American Championship contra Tyler Bate e Joe Gacy (acompanhados por Ava) em uma luta Triple Threat. Nos estágios iniciais, Bate entregou um suplex e uma pressão de estrela cadente em pé para Lee, mas Gacy quebrou a imobilização. Lee então desferiu dois Cardiac Kicks simultaneamente em Gacy e Bate para uma contagem de dois. Bate então entregou o Tyler Driver '97, mas Lee o separou. Lee então entregou um Meteora, mas Gacy o quebrou. Enquanto Gacy estava sentado no tensor superior, Lee deu um top suicida para Bate do lado de fora. Enquanto Gacy tentava o Upside Down, Lee se esquivou e acertou o Cardiac Kick para manter o título.
A próxima luta foi uma British Rounds Rules match pela NXT Heritage Cup, disputada entre o atual campeão Noam Dar e Dragon Lee (com Nathan Frazer). Nos primeiros 5 minutos do primeiro round, Dar chutou Lee para fora do avental e começou a mexer na máscara de Lee. Quando o primeiro round chegou ao fim, Oro Mensah tornou-se o córner de Dar. No segundo round, Lee desferiu uma queda de tesoura na cabeça e um dropkick de trampolim para uma contagem de dois. Dar então enrolou Lee para marcar a primeira queda (1–0). Na terceira rodada, Lee deu um mergulho suicida para Dar e uma joelhada em mergulho para mais dois contagens. Dar então deu uma cotovelada nas costas de Lee quando o terceiro round terminou. Na penúltima rodada, Dar tentou uma chave de joelho, mas Lee escapou. Lee então deu um chute de Pelé e um Texas Cloverleaf, mas Mensah ajudou Dar a alcançar as cordas. Mensah então empurrou Frazer para os degraus de aço. Lee então entregou um driver de tesoura de cabeça para marcar sua primeira queda (1–1). Na rodada final, Lee desferiu uma joelhada, um suplex alemão e uma powerbomb sit-out para uma contagem de dois. Enquanto Lee sinalizava seu movimento final, Jakara Jackson desceu ao ringue e distraiu o árbitro, permitindo que Lash Legend acertasse Lee com um balde. Dar então entregou o Nova Roller para vencer a partida e reter o título (2–1).
A próxima partida foi uma partida Last Man Standing disputada entre Ilja Dragunov e Dijak. Nos estágios finais, Dragunov acertou os degraus de aço em Dijak, depois colocou os degraus em Dijak e acertou um Coast-to-Coast, mas Dijak conseguiu se levantar. Dijak então começou a sufocar Dragunov com uma cadeira de aço. Dragunov então desferiu o Torpedo Moscow e uma cotovelada na cabeça de Dijak. Dijak não conseguiu se levantar antes da contagem de 10 do árbitro, então Dragunov venceu a partida.
Em seguida, Gallus (Wolfgang e Mark Coffey, com Joe Coffey) defenderam o NXT Tag Team Championship contra The Creed Brothers (Brutus Creed e Julius Creed, com Ivy Nile). Nos estágios finais, Brutus entregou a Brutus Ball para Wolfgang e Mark. Julius então entregou suplexes de barriga para trás e uma pressão de estrela cadente para Mark e Wolfgang para uma contagem de dois. Enquanto Joe distraía o árbitro, Nilo o empurrou, permitindo que Julius entregasse um varal para Joe do lado de fora. Ava então saiu e empurrou Nile para o poste do ringue. Gallus então entregou o Gallus Gate para Julius para reter os títulos.
Na penúltima luta, Lyra Valkyria enfrentou Tiffany Stratton na final do torneio pelo vago NXT Women's Championship. Nos estágios iniciais, Valkyria desferiu um dropkick de míssil, dois suplexes Northern Lights, um enzeguiri e uma powerbomb crucifixo para uma contagem de dois. Valkyria então entregou um suplex alemão de lançamento. Enquanto Valkyria tentava um laço de perna giratória, seu joelho se contorceu, permitindo que Stratton aplicasse um powerlam. Enquanto Stratton tentava um Moonsault, Valkyria saiu do caminho e lançou o lariat de perna giratória, mas os pés de Stratton alcançaram as cordas. Enquanto Valkyria tentava uma powerbomb de corda superior, Stratton o contra-atacou em um furacão e então lançou o Moonsault para se tornar a nova Campeã Feminina do NXT.

### Evento principal
No evento principal, Carmelo Hayes (com Trick Williams) defendeu o NXT Championship contra Bron Breakker. Nos estágios iniciais, Breakker entregou um spinebuster e um suplex de barriga para trás. Hayes então entregou o leg drop Fadeaway. Breakker então entregou um frankensteiner de corda superior para uma contagem de dois. Enquanto Breakker tentava um powerlam da imprensa militar, Hayes rebateu com um DDT. Hayes então deu um chute de bomba e um antebraço de trampolim, mas Breakker impediu o árbitro de contar. Enquanto Breakker tentava o Steiner Recliner, Hayes escapou e acertou um chute de bomba. Enquanto Hayes tentava um varal de trampolim, Breakker rebateu com uma lança no ar para uma contagem de dois. Hayes então deu uma série de superkicks, um tornado DDT e Nothing But Net para reter o título.

## Resultados
| Nº                                          | Resultados | Estipulações                                          | Tempo |
| ------------------------------------------- | --- | ----------------------------------------------------- | ----- |
| 1                                           | Wes Lee (c) derrotou Tyler Bate e Joe Gacy (com Ava)                                                             | Luta Triple Threat pelo Campeonato Norte-Americano    | 11:59 |
| 2                                           | Noam Dar (c) (com Oro Mensah) derrotou Dragon Lee (com Nathan Frazen) 2-1                                        | British Rounds Rules match pelo NXT Heritage Cup      | 14:22 |
| 3                                           | Ilja Dragunov derrotou Dijak                                                                                     | Luta Last Man Standing                                | 15:54 |
| 4                                           | Gallus (Mark Coffey e Wolfgang) (com Joe Coffey) (c) derrotaram The Creed Brothers (Brutus Creed e Julius Creed) | Luta de duplas pelo Campeonato de Duplas do NXT       | 9:33  |
| 5                                           | Tiffany Stratton derrotou Lyra Valkyria                                                                          | Final do torneio pelo vago Campeonato Feminino do NXT | 16:01 |
| 6                                           | Carmelo Hayes (c) (com Trick Williams) derrotou Bron Breakker                                                    | Luta individual pelo Campeonato do NXT                | 14:14 |
| (c) – Refere-se aos campeões antes da luta. | |                                                       |       |

### Torneio do Campeonato Feminino do NXT
|  | Primeira rodada NXT (9 e 16 de maio de 2023) | Primeira rodada NXT (9 e 16 de maio de 2023) | Primeira rodada NXT (9 e 16 de maio de 2023) |               |                  | Semifinal NXT (23 de maio de 2023) | Semifinal NXT (23 de maio de 2023) | Semifinal NXT (23 de maio de 2023) |  |  | Final NXT Battleground (28 de maio de 2023) | Final NXT Battleground (28 de maio de 2023) | Final NXT Battleground (28 de maio de 2023) |  |
|  |                                              |                                              |                                              |               |                  |                                    |                                    |                                    |  |  |                                             |                                             |                                             |  |
|  | 1                                            | Gigi Dolin                                   | 4:29                                         |               |                  |                                    |                                    |                                    |  |  |                                             |                                             |                                             |  |
|  | 1                                            | Gigi Dolin                                   | 4:29                                         |               |                  |                                    |                                    |                                    |  |  |                                             |                                             |                                             |  |
|  | 8                                            | Tiffany Stratton                             | Pin                                          |               |                  |                                    |                                    |                                    |  |  |                                             |                                             |                                             |  |
|  | 8                                            | Tiffany Stratton                             | Pin                                          |               | Tiffany Stratton | Tiffany Stratton                   | Pin                                |                                    |  |  |                                             |                                             |                                             |  |
|  |                                              |                                              |                                              |               | Tiffany Stratton | Tiffany Stratton                   | Pin                                |                                    |  |  |                                             |                                             |                                             |  |
|  |                                              |                                              | Roxanne Perez                                | Roxanne Perez | 9:39             |                                    |                                    |                                    |  |  |                                             |                                             |                                             |  |
|  | 4                                            | Jacy Jayne                                   | Roxanne Perez                                | Roxanne Perez | 9:39             | 9:06                               |                                    |                                    |  |  |                                             |                                             |                                             |  |
|  | 4                                            | Jacy Jayne                                   |                                              |               |                  |                                    |                                    |                                    |  |  |                                             |                                             |                                             |  |
|  | 5                                            | Roxanne Perez                                | Pin                                          |               |                  |                                    |                                    |                                    |  |  |                                             |                                             |                                             |  |
|  | 5                                            | Roxanne Perez                                | Pin                                          |               | Tiffany Stratton | Tiffany Stratton                   | Pin                                |                                    |  |  |                                             |                                             |                                             |  |
|  |                                              |                                              |                                              |               |                  |                                    |                                    |                                    |  |  |                                             |                                             |                                             |  |
|  |                                              |                                              | Lyra Valkyria                                | Lyra Valkyria | 16:01            |                                    |                                    |                                    |  |  |                                             |                                             |                                             |  |
|  | 2                                            | Lyra Valkyria                                | Lyra Valkyria                                | Lyra Valkyria | 16:01            | Pin                                |                                    |                                    |  |  |                                             |                                             |                                             |  |
|  | 2                                            | Lyra Valkyria                                |                                              |               |                  |                                    |                                    |                                    |  |  |                                             |                                             |                                             |  |
|  | 7                                            | Kiana James                                  | 8:51                                         |               |                  |                                    |                                    |                                    |  |  |                                             |                                             |                                             |  |
|  | 7                                            | Kiana James                                  | 8:51                                         |               | Lyra Valkyria    | Lyra Valkyria                      | Pin                                |                                    |  |  |                                             |                                             |                                             |  |
|  |                                              |                                              |                                              |               | Lyra Valkyria    | Lyra Valkyria                      | Pin                                |                                    |  |  |                                             |                                             |                                             |  |
|  |                                              |                                              | Cora Jade                                    | Cora Jade     | 3:41             |                                    |                                    |                                    |  |  |                                             |                                             |                                             |  |
|  | 3                                            | Fallon Henley                                | Cora Jade                                    | Cora Jade     | 3:41             | 5:05                               |                                    |                                    |  |  |                                             |                                             |                                             |  |
|  | 3                                            | Fallon Henley                                |                                              |               |                  |                                    |                                    |                                    |  |  |                                             |                                             |                                             |  |
|  | 6                                            | Cora Jade                                    | Pin                                          |               |                  |                                    |                                    |                                    |  |  |                                             |                                             |                                             |  |